# Luigi Capuana

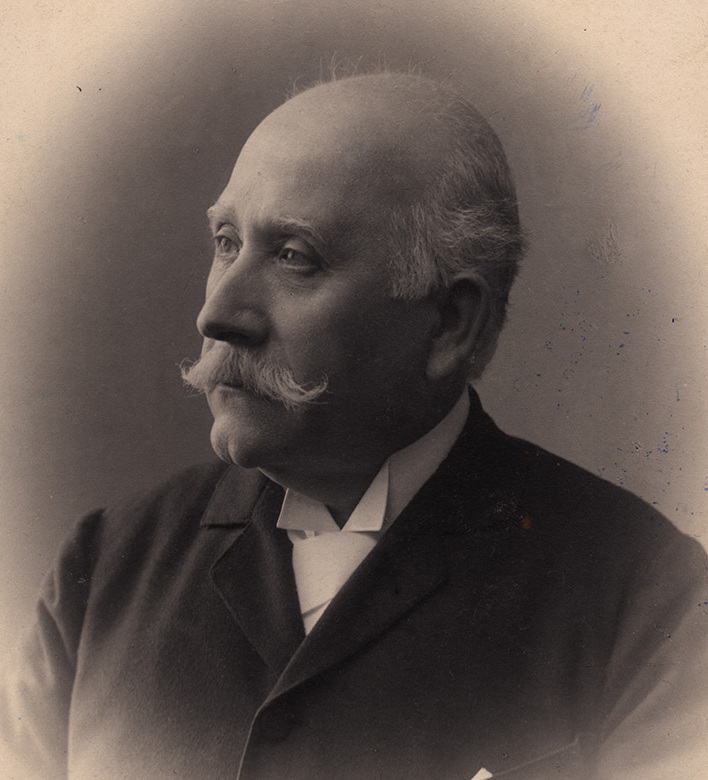
Luigi Capuana.

Luigi Capuana (Mineo, provincia de Catania 28 de mayo de 1839 - 29 de noviembre de 1915, Catania), teórico del movimiento verista en Italia, junto con Giovanni Verga y Federico de Roberto, y admirador de Zola, describe la vida de la ciudad en la novela Giacinta, y del campo en El marqués de Roccaverdina. Estas dos obras, las mejores que escribió, presentan personajes de compleja psicología, que es desarrollada de manera científica.